# Théorème de Prokhorov
En mathématiques, et plus précisément en théorie de la mesure, le théorème de Prokhorov relie le concept de tension à la compacité relative dans l'espace des mesures de probabilité, ou plus généralement des mesures finies. Ce théorème porte le nom du mathématicien Iouri Prokhorov.

## Définitions
Soit {\displaystyle \Omega } un espace topologique complètement régulier. Cette hypothèse couvre les deux cas particuliers importants : espace localement compact et espace métrisable.
{\displaystyle {\mathcal {C}}_{b}(\Omega )} désigne l'espace de Banach des fonctions continues bornées sur {\displaystyle \Omega } (muni de la norme uniforme) et {\displaystyle {\mathcal {C}}_{0}(\Omega )} le sous-espace des fonctions nulles à l'infini (c'est-à-dire les fonctions {\displaystyle f} telles que pour tout {\displaystyle \epsilon >0}, il existe un compact {\displaystyle K\subset \Omega } tel que {\displaystyle \forall x\in \Omega \setminus K\quad \vert f(x)\vert <\epsilon }).
D'après le théorème de représentation de Riesz, le dual de {\displaystyle {\mathcal {C}}_{0}(\Omega )} est l'espace {\displaystyle {\mathcal {M}}_{b}(\Omega )} des mesures de Radon bornées. Il contient l'ensemble {\displaystyle {\mathcal {M}}_{b}^{+}(\Omega )} des mesures positives bornées et le sous-ensemble {\displaystyle {\mathcal {P}}} des mesures de probabilité.
On rappelle que :
- {\displaystyle {\mathcal {M}}_{b}(\Omega )} est muni de deux topologies faibles (qui coïncident si {\displaystyle \Omega } est compact) :
  - {\displaystyle {\mathfrak {S}}{\big (}{\mathcal {M}}_{b}(\Omega ),{\mathcal {C}}_{0}(\Omega ){\big )}} (topologie faible-*) : la topologie de la convergence simple sur {\displaystyle {\mathcal {C}}_{0}(\Omega )},
  - {\displaystyle {\mathfrak {S}}{\big (}{\mathcal {M}}_{b}(\Omega ){\big )},{\mathcal {C}}_{b}(\Omega ){\big )}} (topologie étroite) : la topologie (plus fine) de la convergence simple sur {\displaystyle {\mathcal {C}}_{b}(\Omega )} ;
- le cône convexe {\displaystyle {\mathcal {M}}_{b}^{+}(\Omega )} est *-faiblement fermé.

## Énoncé
Sur un espace complètement régulier, si un ensemble de mesures de probabilité est tendu, alors il est relativement compact pour la topologie étroite.
La réciproque est vraie si l'espace vérifie une hypothèse un peu plus forte comme localement compact ou polonais.

Si l'espace {\displaystyle \Omega } est compact, la tension est trivialement toujours vérifiée en prenant {\displaystyle \forall \epsilon >0\quad K_{\epsilon }=\Omega }, mais dans ce cas le théorème n'est qu'une expression inutilement compliquée du théorème de Banach-Alaoglu.

## Généralisations
Une première généralisation, facile, passe des probabilités aux mesures positives finies :

Sur un espace complètement régulier, si un ensemble de mesures positives finies est tendu et borné (au sens de la norme sur {\displaystyle {\mathcal {M}}_{b}(\Omega )}), alors il est relativement compact pour la topologie étroite.
La réciproque est vraie si l'espace vérifie une hypothèse un peu plus forte, par exemple localement compact ou  polonais.

Le théorème est encore vrai si l'on supprime l'hypothèse de positivité :

Sur un espace complètement régulier, si un ensemble de mesures finies est tendu et borné (au sens de la norme sur {\displaystyle {\mathcal {M}}_{b}(\Omega )}), alors il est relativement compact pour la topologie étroite.
La réciproque est vraie si {\displaystyle \Omega } vérifie une hypothèse un peu plus forte, par exemple localement compact ou  polonais.

Mais il faut prendre garde que la définition de la tension porte alors non pas sur les mesures {\displaystyle \mu \in M} elles-mêmes mais sur leurs variations totales {\displaystyle \vert \mu \vert }. Les démonstrations données ci-dessus ne s'adaptent pas facilement à ce nouveau contexte, car l'application {\displaystyle \mu \mapsto \vert \mu \vert } n'est pas étroitement continue.
Exemple : prendre sur {\displaystyle [0,\pi ]} les mesures de densité {\displaystyle \sin(nx)} : la suite {\displaystyle (\mu _{n})} converge étroitement vers la mesure nulle mais la suite {\displaystyle (\vert \mu _{n}\vert )} converge vers la mesure de densité constante {\displaystyle {\frac {2}{\pi }}} ; variante : on prend {\displaystyle \lambda _{2n}=\mu _{n}} comme précédemment, et {\displaystyle \lambda _{2n+1}=0} ; la suite {\displaystyle (\lambda _{n})} tend encore étroitement vers la mesure nulle, mais la suite {\displaystyle (\vert \lambda _{n}\vert )} diverge. De plus, les arguments de semi-continuité ne sont plus valables.
Bogachev 2007 donne une démonstration dans le cas où {\displaystyle \Omega } est un espace polonais, et des variantes et contre-exemples. Bourbaki 1969 et Jarchow 1981 donnent des démonstrations dans le cas général où {\displaystyle \Omega } est un espace complètement régulier.